# 雞林 (慶州市)

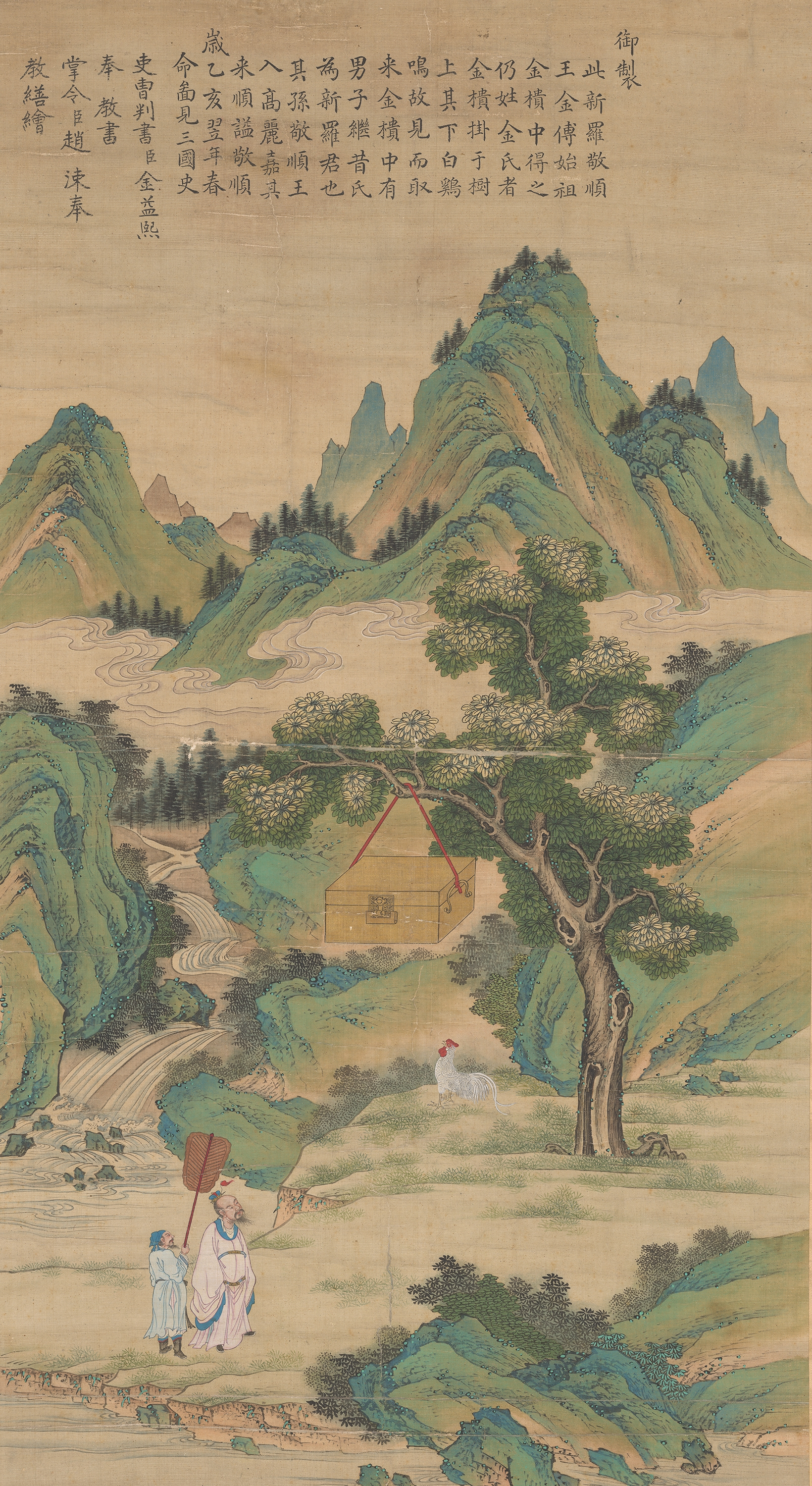
金柜图

鸡林（：／ Gyerim */?）是新罗金氏始祖金閼智的降生之地，位于今韓國庆尚北道慶州市中部庆州国立公园原新罗王宫附近。鸡林附近有半月城、瞻星臺、國立慶州博物館和新罗君主墓葬群等名胜古蹟。
据《三国史记》记载， 65年脱解尼师今听到有公鸡的鸣叫从庆州西部的树林传出。于是派宰相瓠公前去看个究竟。瓠公在林中发现一个挂在树上的金盒子。还有一只公鸡在金盒子下不停地鸣叫。脱解尼师今令人将金盒子取下。打开盒子后，竟然发现盒子中有一个男婴。脱解尼师今于是将这个小孩收养。由于小孩来自金盒子，故而被脱解尼师今定为金姓。该男婴后曾为新罗金始祖。发现金盒子的树林后来被命名为鸡林（公鸡鸣叫的树林）。鸡林也曾一度成为新罗的别称，並以發現的雞林為當時新羅的國號。

## 《三國史記》中的記載
《三國史記》載：
（脱解尼师今）九年 春三月 王夜聞 金城西始林樹間 有鷄鳴聲 遲明遣瓠公視之 有金色小櫝 掛樹枝 白雞鳴於其下 瓠公還告 王使人取櫝開之 有小男兒在其中姿容奇偉 上喜謂左右曰 "此豈非天遺我以令胤乎" 乃收養之 及長聰明多智略 乃名閼智 以其出於金櫝 姓金氏 改始林名雞林 因以爲國號

## 雞林州都督府
7世纪，新罗开始与唐结盟。660年，武烈王在唐的帮助下征服百济。唐朝在朝鲜半岛百济故地上设置熊津都督府（660年设立）等5个都督府之后，又设立了鸡林州都督府,下设州和县，羁縻州的“鸡林州都督”由新罗王金法敏为担任。《旧唐书》卷199上《新罗传》载“龙朔三年，诏以其国为鸡林州都督府”。
《三国史记·新罗本纪》文武王三年载：“大唐以我国为鸡林大都督府”“际天所覆，悉臣而属之。薄海内外，无不州县”。自663年起，先后有16位新罗王被唐朝委任为鸡林州都督，历时200余年。安史之乱后，平卢节度使移驻山东半岛，改称淄青平卢节度使，兼押鸡林州都督府。

### 书籍
- 《三国史记》